# Les Stances à Sophie
Les Stances à Sophie (Alternativtitel Bande Sonore Originale du Film „Les Stances à Sophie“) ist ein Musikalbum des Art Ensemble of Chicago. Die am 22. Juli 1970 im Studio Pathé Marconi in Boulogne-Billancourt bei Paris entstandenen Aufnahmen erschienen 1970 in Frankreich auf Pathé Marconi, 1971 in den Vereinigten Staaten auf Nessa Records. 2008 wurde das Album auf Soul Jazz Records in einer Vinyl-Ausgabe wiederveröffentlicht.

## Hintergrund
Dieses Album des Art Ensemble of Chicago aus dem Jahr 1970 entstand in Paris. 1969 waren die vier wichtigsten Mitglieder des Art Ensemble, die Saxophonisten Roscoe Mitchell und Joseph Jarman, der Bassist Malachi Favors und (begleitet von seiner Frau, der Sängerin Fontella Bass) der Trompeter Lester Bowie, Teil des Exodus von amerikanischen Musikern, die wie auch Archie Shepp, Don Cherry und Anthony Braxton nach Frankreich gezogen waren, notierte Marcus O’Dair.
In Paris nahm das Art Ensemble of Chicago, wie sie sich jetzt nannten, eine Reihe von Alben auf, darunter A Jackson in Your House und Message to Our Folks. Nach einer kurzen Zeit ohne Schlagzeuger (in der jedes Mitglied verschiedene Perkussionsinstrumente spielte) holten sie schließlich im Juni 1970 „Famoudou“ Don Moye als Mitglied in ihre Formation, erstmals zu hören auf Chi-Congo. Das einen Monat später entstandene Album Les Stances à Sophie entstand als Soundtrack für den gleichnamigen Nouvelle-Vague-Film aus dem Jahr 1971 von Moshé Mizrahi, mit dem sie sich in Frankreich angefreundet hatten. Die Anfrage von Mizrahi erreichte die Gruppe kurz vor der Rückkehr in die Vereinigten Staaten. Ohne den Film überhaupt gesehen zu haben, erklärten sich die Mitglieder des Art Ensemble bereit, den Soundtrack zu Misrahis Film zu produzieren und gingen ins Studio von Pathé Marconi.
Les Stances à Sophie, ein Film seiner Zeit und „Manifest des französischen Feminismus“, wurde nicht lange in den französischen Kinos gezeigt: Der nach dem (im Original) gleichnamigen Roman von Christiane Rochefort entstandene Film blieb nur drei Wochen auf der Leinwand, bevor er unter anderem aufgrund der Insolvenz seiner Produktionsfirma in weitgehende Vergessenheit geriet.

## Titelliste
- Art Ensemble of Chicago – Bande Sonore Originale du Film "Les Stances À Sophie" (Pathé 2C 062-11365, Nessa Records – N- 4)[6]

1. Thème de Yoyo (Musik: Lester Bowie, Malachi Favors, Roscoe Mitchell, Text: Noreen Beasley) 9:00
2. Thème de Céline 3:00
3. Variations sur un Thème de Monteverdi (I) 2:55
4. Variations sur un Thème de Monteverdi (II) 1:40
5. Proverbes (I)  2:39
6. Thème Amour Universal 3:45
7. Thème Libre 9:00
8. Proverbes (II) 1:25

Wenn nicht anders vermerkt, stammen die Kompositionen von Joseph Jarman.

## Rezeption

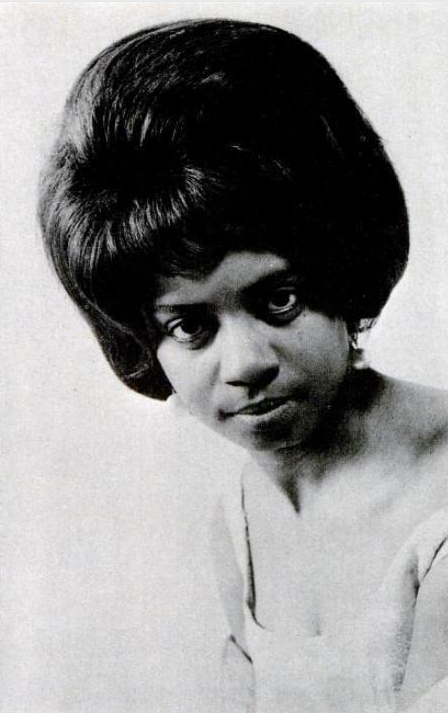
Fontella Bass (1965)

Das Album mit der Filmmusik, das bis zur Neuauflage im Jahre 2000 lange Zeit vergriffen war, erreichte „Kult“-Status.
Obwohl die Tatsache, dass das Album älter als der Film ist, seine eigenständige Stärke ausmacht, sei dies ein Werk, das das Art Ensemble sicherlich nie aufgenommen hätten, wenn sie zu Hause in den USA geblieben wären, schrieb Marcus O’Dair in All About Jazz. Aber das gelte auch im weiteren künstlerischen Sinne, denn der europäische Standort würde am deutlichsten in den beiden vom italienischen Barockkomponisten Claudio Monteverdi inspirierten Titeln „Variations sur un Thème de Monteverdi I“ und „II“ zum Ausdruck kommen. Doch westliche klassische Musik habe nur einen relativ kleinen Teil der ausgefallenen Vision des Art Ensemble ausgemacht, die sich selbst einfach als „Great Black Music: Ancient to Future“ definierte.
„Theme Libre“ und „Theme de Celine“ würden beide die Art von Free-Jazz-Spielweisen enthalten, für die das Ensemble wahrscheinlich am besten bekannt sei, so Marcus O’Dair weiter; an anderer Stelle sei der Einfluss des Blues und älterer Jazzformen zu spüren, ebenso wie die deutlich filmischere, zurückhaltendere Atmosphäre von „Thème Amour Universal“ und „Proverbes I“. Der wohl unmittelbarste Titel sei jedoch der Opener „Theme de Yoyo“, bei dem die Band von der Sängerin (und Ehefrau des Trompeters Lester Bowie) Fontella Bass unterstützt wurde.
Auch wenn es eine große Tradition im amerikanischen Jazz gibt, die für das französische Kino genutzt wird und auf Miles Davis’ wunderbaren Soundtrack zu Louis Malles Ascenseur pour l'échafaud (1959) zurückgeht, sei diese erstaunliche Platte ein „viel radikaleres Biest“, das [den Strömungen] seiner Zeit entspreche, meinte Chris Jones in der BBC. Zu loben sei an diesem hervorragenden Album vor allem die darin enthaltene Vielfalt. Die beiden Saxophone von Joseph Jarman und Roscoe Mitchell könnten in Kombination mit Lester Bowies Trompete mit Leichtigkeit vom Swing zur Klassik wechseln. Tatsächlich würden sie diese stilistische Geschicklichkeit auf zwei Adaptionen eines Monteverdi-Themas anwenden. Und selbst wenn die Band sich dann austobe (wie auf dem treffend benannten „Theme libre“), sei sie immer mit einem frechen Sinn für Humor dabei. Beim Titel „Theme Amour Universal“ würde die ganze Band wie die marokkanischen Meistermusikanten von Joujouka stöhnen und jammern, was ihrem Motto, Musik zu machen, die „Ancient to the Future“ lautete, Glaubwürdigkeit verlieh. Der Eröffnungstrack „Theme for Yoyo“ mit Fontella Bass sei ein Jazz-Funk-Meisterwerk; es sei der kaskadierende Blechbläsereinsatz, der einen atemberaubenden Gesangsauftritt einläute, der seltsam erotisch und surreal zugleich klinge.
Brian Olewnick verlieh dem Album in Allmusic viereinhalb Sterne und schrieb, das Ergebnis sei eine der wegweisenden Platten der aufkeimenden Avantgarde dieser Zeit gewesen und, einfach gesagt, eines der großartigsten Jazz-Alben aller Zeiten. Die Eröffnungsnummer „Theme de Yoyo“ sei ein ganz erstaunliches Stück, das mit dem Einsatz von Fontella Bass als beste Fusion aus Funk und Avantgarde-Jazz, die jemals aufgenommen wurde, legendären Status erlangt habe. Die übrigen Stücke würden stilistisch ein breites Spektrum abdecken und seien nicht weniger schön und einfallsreich, darunter zwei Variationen über ein Thema von Monteverdi, intensive freie Improvisationen und sanfte, tiefgründige Klanguntersuchungen. Ihr umfassendes Wissen über frühere Jazzstile, ihre Liebe zu ungewöhnlichen Klangquellen (den sogenannten „kleinen Instrumenten“) und ihre furchtlose Erkundung der weitesten Bereiche sowohl instrumenteller als auch kompositorischer Möglichkeiten kämen auf dieser Platte zur vollen Blüte.

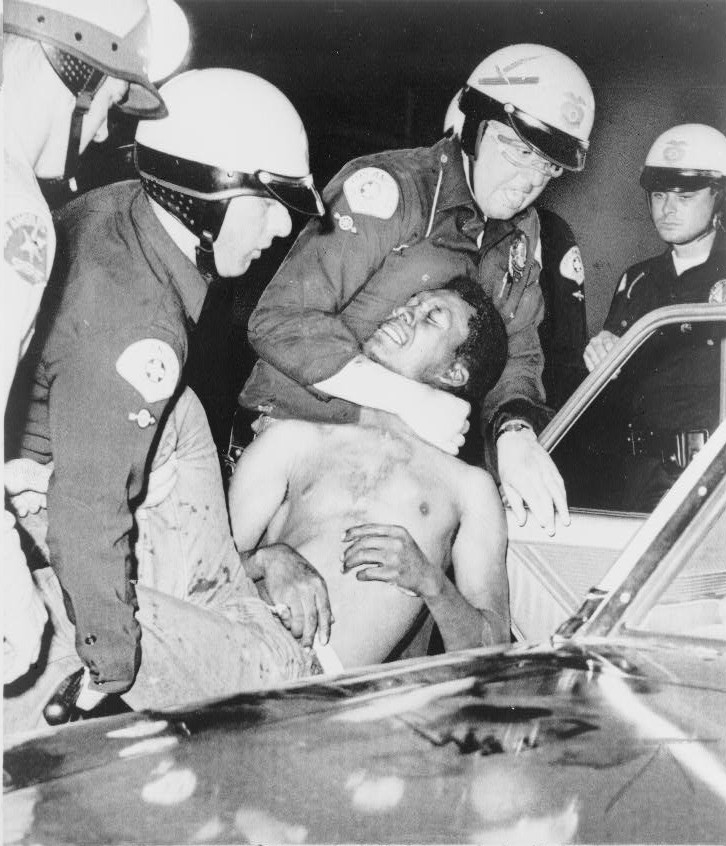
Festnahme eines afroamerikanischen Demonstranten bei den Rassenunruhen in Watts 1965

Das Art Ensemble of Chicago sei um 1970 das Produkt einer Bewegung zur Schaffung des sogenannten Free Jazz gewesen – eines neuen Sounds, der die Stimmung im schwarzen Amerika der 1960er-Jahre eingefangen habe, meinte Yuri Prasad im britischen Socialist Worker. Der Eröffnungstrack „Thème de Yoyo“ sei ein kompromissloser „Angriff auf einen noch verborgenen Feind“. Als Sängerin sei Fontella Bass zu hören, die noch wenige Jahre zuvor Pop-Soul-Klassiker wie „Rescue Me“ gesungen hatte.
Die Begleitmusik des Art Ensemble sei größtenteils ein Genuss – von den explosiven freien Kabbeleien, die in den dröhnenden Soul-Groove von „Theme de Yoyo“ geschleudert würden, über die zappelnde Improvisation der drei Bläser über Don Moyes wütendes Trommeln bei „Theme de Celine“ bis hin zu den feierlichen, dann swingenden Besuchen bei Monteverdi, stellte John Fordham im Guardian fest. Lester Bowie agiere viel lyrischer und weniger stürmisch ironisch als in späteren Zeiten, und die musikalische Atmosphäre der Gruppe beginne sich bei „Theme Amour Universal“ und „Theme Libre“ abzuzeichnen, bevor letzteres in einen tosenden kollektiven Improvisationskampf ausbrechen würde.
Ebenfalls im Guardian verlieh Caspar Llewellyn Smith dem Album lediglich drei (von fünf) Sterne und meinte: „Abgefahren!“ Auf diesem Soundtrack zu einem wenig bekannten Nouvelle-Vague-Film würde man Lester Bowie und Co. in furioser Funk-Form erleben, und die Frau des Trompeters, Fontella Bass, schreie surrealistische Texte heraus: „Deine Muschi ist wie zwei Pottwale, die die Seine hinuntertreiben!“